# Communauté de communes Authie-Maye
Die Communauté de communes Authie-Maye war ein französischer Gemeindeverband mit der Rechtsform einer Communauté de communes im Département Somme in der Region Hauts-de-France. Sie wurde am 14. Dezember 2007 gegründet und umfasste 34 Gemeinden. Der Verwaltungssitz befand sich im Ort Rue.

## Historische Entwicklung
Am 1. Januar 2017 wurde der Gemeindeverband mit
- Communauté de communes du Canton de Nouvion und
- Communauté de communes du Haut Clocher

zur neuen Communauté de communes Ponthieu-Marquenterre zusammengeschlossen.

## Ehemalige Mitgliedsgemeinden
1. Argoules
2. Arry
3. Bernay-en-Ponthieu
4. Boufflers
5. Brailly-Cornehotte
6. Crécy-en-Ponthieu
7. Dominois
8. Dompierre-sur-Authie
9. Estrées-lès-Crécy
10. Favières
11. Fontaine-sur-Maye
12. Fort-Mahon-Plage
13. Froyelles
14. Gueschart
15. Le Boisle
16. Le Crotoy
17. Ligescourt
18. Machiel
19. Machy
20. Maison-Ponthieu
21. Nampont
22. Neuilly-le-Dien
23. Noyelles-en-Chaussée
24. Ponches-Estruval
25. Quend
26. Regnière-Écluse
27. Rue
28. Saint-Quentin-en-Tourmont
29. Vercourt
30. Villers-sur-Authie
31. Vironchaux
32. Vron
33. Yvrench
34. Yvrencheux